# Ośrodek Studiów nad Cyfrowym Państwem
Ośrodek Studiów nad Cyfrowym Państwem (ang. Centre for Studies on Digital Government) – pozarządowa organizacja non profit, działająca w formie fundacji, utworzona na podstawie Ustawy z dnia 6 kwietnia 1984 roku o fundacjach.

## Historia
Ośrodek został utworzony w maju 2012 roku i jest wpisany do KRS pod numerem 0000419526.
Obecnie dyrektorem Ośrodka jest prof. nadzw. dr hab. Andrzej Sobczak.

## Cele działania
Jako główne cele działania ośrodka przyjęto:
- inicjowanie i uczestnictwo w przedsięwzięciach dotyczących budowy cyfrowego państwa – w tym w szczególności wsparcia organizacji publicznych w przeprowadzaniu cyfrowej transformacji,
- upowszechnianie wśród ogółu społeczeństwa wiedzy na temat korzyści związanych z budową cyfrowego państwa,
- podejmowanie działań na rzecz zapobiegania wykluczeniu cyfrowemu osób nim zagrożonych, ze względów na ich sytuację życiową lub materialną,
- prowadzenie działalności badawczo-rozwojowej, naukowo-technicznej, oświatowej w sferze zastosowania technologii informacyjno-komunikacyjnych oraz zarządzania, ze szczególnym uwzględnieniem problematyki budowy cyfrowego państwa i cyfrowej transformacji,
- podejmowanie działań na rzecz ochrony i promocji zdrowia dzięki stosowaniu nowoczesnych rozwiązań teleinformatycznych (w szczególności rozwiązań z dziedziny e-zdrowia),
- podejmowanie działań na rzecz rozwoju gospodarczego (w szczególności zmniejszania obciążeń administracyjnych obywateli i przedsiębiorców dzięki wykorzystaniu nowoczesnych rozwiązań teleinformatycznych oraz ponownemu użyciu informacji publicznej).

## Formy działania ośrodka
Podstawowymi formami działania ośrodka są:
- podejmowanie dyskusji oraz wyrażanie publicznie opinii w sprawach istotnych z punktu widzenia realizacji idei cyfrowego państwa i cyfrowej transformacji,
- przygotowywanie i publikacja materiałów związanych z koncepcją cyfrowego państwa i cyfrowej transformacji,
- budowanie zasobów wiedzy nt. cyfrowego państwa i ich upowszechnianie,
- realizacja działań badawczych, edukacyjnych i promocyjnych w obszarze budowy cyfrowego państwa i cyfrowej transformacji,
- opiniowanie projektów dokumentów rządowych i samorządowych (polskich i przygotowanych przez Unię Europejską), aktów prawnych i innych materiałów istotnych dla realizacji idei cyfrowego państwa i cyfrowej transformacji,
- organizowanie kongresów, konferencji, seminariów, szkoleń, warsztatów i wykładów,
- występowanie z wnioskami i opiniami do właściwych władz i urzędów oraz sądów w sprawach istotnych dla realizacji koncepcji cyfrowego państwa i cyfrowej transformacji,
- tworzenie i wdrażanie projektów i programów nawiązujących do idei cyfrowego państwa i cyfrowej transformacji – w tym przedsięwzięć o charakterze naukowo-badawczym i aplikacyjnym.

## Projekty prowadzone przez ośrodek
1. Budowa platformy monitorowania realizacji cyfrowej transformacji polskich jednostek sektora publicznego. W ramach tego projektu powstał i jest rozwijany serwis „eGov.pl – Obserwatorium Cyfrowego Państwa”. Jego celem jest monitorowanie i analizowanie postępów dotyczących wdrażania koncepcji Cyfrowego Państwa w Polsce (ale z uwzględnieniem kontekstu europejskiego i światowego).
2. Opracowanie metod i narzędzi zwiększających efektywność funkcjonowania działów IT w jednostkach sektora publicznego. W ramach projektu opracowywane są instrumenty zarządcze, które są nakierowane na podniesienie potencjału działów IT – tak aby przygotować je do wyzwań związanych z cyfrową transformacją.
3. Utworzenie i prowadzenie serwisu internetowego InteligentneMiasta.pl. Serwis ten poświęcony jest promocji koncepcji Smart Cities w Polsce.
4. Utworzenie i prowadzenie serwisu internetowego OpenGovernment.pl. Serwis ten poświęcony jest promocji koncepcji otwartego rządu w Polsce.
5. Utworzenie i prowadzenie Akademii Standardów IT. Jest to przedsięwzięcie niekomercyjne dostarczające praktyczną wiedzę na temat wykorzystania dobrych wzorców (takich jak: TOGAF, ArchiMate, BABOK,...) w zakresie zarządzania IT.
6. Utworzenie i prowadzenie serwisu internetowego Robonomika.pl. Serwis ten poświęcony jest zaawansowanym technologiom automatyzacji i robotyzacji z perspektywy ich wpływu na ekonomiczne i organizacyjne aspekty funkcjonowania przedsiębiorstw.